# Iso Jouhtjärvi
Iso Jouhtjärvi eller Jousjärvi är en sjö i Finland. Den ligger i kommunen Kangasniemi i landskapet Södra Savolax, i den södra delen av landet, 230 km norr om huvudstaden Helsingfors. Iso Jouhtjärvi ligger 108 meter över havet. Den är 6,4 meter djup. Arean är 63,2 hektar och strandlinjen är 5,22 kilometer lång. Sjön  ingår i Kymmene älvs huvudavrinningsområde.   I omgivningarna runt Iso Jouhtjärvi växer i huvudsak blandskog.